# یحیی دغریری
یحیی دغریری (عربی: يحيى دغريري؛ زادهٔ ۱۳ اوت ۱۹۹۱) یک ورزشکار اهل عربستان سعودی است.
از باشگاه‌هایی که در آن بازی کرده‌است می‌توان به باشگاه فوتبال نجران عربستان سعودی و باشگاه فوتبال الاتحاد اشاره کرد.
وی همچنین در تیم ملی فوتبال Saudi Arabia U20 بازی کرده است.